# Сиркес, Яков Осипович
Яков Осипович Сиркес (Яков-Зисье, также Яков-Зись Иосифович Сиркес; 1868—1922) — русский писатель-сатирик, поэт и журналист, издатель, переводчик.

## Биография
Родился в семье одесских мещан Иосифа Сиркеса и Либы Сиркес. Сотрудничал в различных одесских периодических изданиях, а также изданиях юга России и Петербурга («Будильник», «Одесские Новости», «Свисток», «Крамольник», «Стрекоза», «Осколки», «Шут», «Шпилька», «Чайка», «Крокодил», «Одесская почта», «Начало»). Был сотрудником редколлегии и основным автором многих из этих сатирических журналов («Крокодил», «Чайка», «Шпилька» и других), в большинстве своём недолговечных из-за трудностей с цензурой. Публиковался под псевдонимами Фауст, Аякс, Оптимист, Сириус, Граф де-Карандаш, Дядя Яша, Стихотворный счетовод, До, Осипович Я., Жак Си и другими, также подписывался различными вариантами инициалов (С.; Сир.; Си—с, Як.; С—кес, Я.; С—кес, Як.; С—с; С—с, Я.; С—с, Як.; —съ; С—ъ, Я.; —съ, Я.; Я.; Я. С.; Як. С.; Як. С...; Я—ка; Яша; Яшка; Жак).
Писал фельетоны, юмористические скетчи и стихи, куплеты, афоризмы. В 1892 году выпустил книгу «Аргентинский отклик» (сборник статей и стихотворение по поводу колонизации Аргентины, Одесса, 1892), за ней последовали «Одесские трущобы» (рассказы из жизни обитателей одесских трущоб и вертепов, Одесса, 1903), «Проказы телефонных барышень» (сборник потешных курьёзов и куплетов, подслушанных у телефона, Одесса, 1903), «Смех и фантазия» (шутливые стихотворения, Одесса, 1903), «Кек-Вок» (модные куплеты, шансоньетки и рассказы из мира танцев, Одесса, 1904), «Матчиш» (Киев, 1908), а также книга переводов с идиша «Знаменитый еврейский шут Гершко из Острополя» (1902).
Занимался издательской деятельностью, совместно с М. Полиновским основал частное издательство, которым был издан его сборник «Аргентинский отклик» (1892), а в 1904 году сборник «Одесская жизнь». Переводил на русский язык Тараса Шевченко.

## Семья
Жена (с 20 июня 1901 года) — Сарра (Сура, Сара) Лейбовна Гершенфельд (5 января 1876 — ?). Сын — поэт Осип Колычёв.

## Книги
- Аргентинский отклик. Сборник статей и стихотворение по поводу колонизации евреями Аргентины. С приложением мнений гг. Леруа-Болье, Г. Прайса, Д. Фейнберга и Мак-Гахан. Изд. М. Полиновского и Я. Сиркеса. Одесса: Типография Н. А. Гальперина и А. М. Швейцера, 1892.[13]
- Знаменитый еврейский шут Гершко из Острополя. Остроты этого чудака, шутки, каламбуры, анекдоты и рассказы из еврейской жизни. С еврейского перевод Якова Сиркеса. Издательство книгопродавца О. Аккерштейна. Одесса: Типография братьев Л. и А. Гринберг, 1902 (3000 экз.) и Типография И. Копельмана, 1903. — 3000 экз.
- Одесские трущобы. Рассказы и очерки из жизни обитателей одесских трущоб и вертепов (Среди «Простых» людей, Победа, Одесские женихи и невесты, и другие). Книгоиздательство О. Л. Аккерштейна. Одесса: Типография И. Копельмана, 1903. — 3000 экз.
- Проказы телефонных барышень. Сборник потешных курьёзов и куплетов, подслушанных у телефона. Книгоиздательство Д. Сегон. Одесса: Типография И. Копельмана, 1903. — 3000 экз.
- Смех и фантазия. Шутливые стихотворения. Одесса: Типография Л. Шутака, 1903. — 3000 экз.
- Кек-Вок. Модные куплеты, шансоньетки и рассказы из мира танцев. Ноты «Кек-Вок». Книгоиздательство Д. Сегон. Одесса: Типография И. Копельмана, 1904. — 3000 экз.
- Матчиш. Киев, 1908.